# Штауфен (Ааргау)
Штауфен (нім. Staufen AG) — громада  в Швейцарії в кантоні Ааргау, округ Ленцбург.

## Географія
Громада розташована на відстані близько 75 км на північний схід від Берна, 10 км на схід від Аарау.
Штауфен має площу 3,6 км², з яких на 27,2% дозволяється будівництво (житлове та будівництво доріг), 40,8% використовуються в сільськогосподарських цілях, 32% зайнято лісами, 0% не є продуктивними (річки, льодовики або гори).

## Демографія
2019 року в громаді мешкало 3876 осіб (+49,8% порівняно з 2010 роком), іноземців було 18,5%. Густота населення становила 1083 осіб/км².
За віковим діапазоном населення розподілялося таким чином: 19,8% — особи молодші 20 років, 64,9% — особи у віці 20—64 років, 15,4% — особи у віці 65 років та старші. Було 1754 помешкань (у середньому 2,2 особи в помешканні).
Із загальної кількості 655 працюючих 17 було зайнятих в первинному секторі, 103 — в обробній промисловості, 535 — в галузі послуг.